# 鈴木龍二
鈴木 龍二（すずき りゅうじ、1896年3月15日 - 1986年3月30日）は、日本の新聞記者、プロ野球球団経営者・プロ野球機構運営者。日本野球連盟会長、セントラル・リーグ第3代会長。「鈴木 竜二」とも表記。
『武州八王子市の道草』（1968年、多摩文化研究会刊）『桑都日記 15巻図解1巻』（1973年、鈴木竜二記念刊行会刊）といった著書を発表した鈴木竜二とは別人（こちらは1907年生まれである）。

## 経歴
東京府出身。海城中学中退、東京高等工業学校（現東京工業大学）卒業。
1921年に国民新聞社へ入社し、政治部→社会部記者を歴任し社会部長となる。この記者時代に政官界を中心に広い人脈を築いた。後に読売新聞社社長となる正力松太郎とも、警察官僚の時代に面識があった。1934年4月、国民新聞が名古屋市の新聞である新愛知新聞社の傘下へ入ったことになじめず退社。同年8月に時事新報社へ入るが1年あまりで辞めている。
1936年、国民新聞主幹・田中斉の要望を受けて、同社が創設したプロ野球球団大東京軍（株式会社大日本野球連盟東京協会）の球団代表・常務へ就任する。これは、田中が球団会長を依頼した宮田光雄（元警視総監）が、鈴木を役員にするなら会長になると指名したためであった。当時の鈴木は野球にはほとんど関心がなく、宮田が知己であった鈴木の人脈を球団作りに利用することが目的であった。また、同年に発足した日本初のプロ野球機構である日本職業野球連盟（1939年より、日本野球連盟）の結成に参加し、理事も務める。
大東京軍発足後ノンプロ・東京ガスとの最初の練習試合に大敗（スコアは7－15）すると、鈴木は激怒して監督の永井武雄を僅か1試合で更迭した。後に永井は1938年に応召、同年4月19日に中国北部の郭里集にて戦死した。これについて鈴木は回顧録で「オープン戦で負けたからと言ってその場でクビにしてしまったのは、若気の至りとはいえ、実に無茶なことをしたものだと思う。」と記している。国民新聞が資金難などを理由に1年あまりで大東京軍の経営から撤退すると、鈴木は知己の共同印刷専務・大橋松雄に出資を求めた。大東京軍は「ライオン歯磨本舗」の名前で営業していた小林商店とスポンサー契約を結んで「ライオン軍」に改名している。
1938年にライオン軍を大阪市の繊維商社・田村駒の田村駒治郎が買い取ってオーナーになり、球団自体も大阪が本拠となる。鈴木は東京に家があったため、1939年には球団代表の退任を申し出たが、結局1941年に日本野球連盟の理事長へ就任したのを機に、朝日軍（この年よりライオン軍より改名）球団代表を辞任し、連盟専任となった。
第二次世界大戦終戦後、日本野球連盟が活動再開すると会長へ就任し、その後も理事などを歴任。1950年の2リーグ分裂後は1952年1月から1984年12月まで32年間の長期に渡ってセントラル・リーグ会長を務めた。
1975年勲三等瑞宝章受章。1982年野球殿堂入り。1986年3月30日死去。90歳没。
1980年に刊行した『鈴木龍二回顧録』は、特に戦前の草創期から戦後にかけての日本プロ野球界に関する貴重な証言であるが、事実とは異なる記述も含まれており、内容の扱いに当たっては慎重を要する。

## 人物
新聞記者時代は社会部に在籍しながらも政治への関心を持ち、知遇を得ていた森恪に感化されて当時の「革新運動」の関係者と親密になった。政界、右翼や軍の関係者などから情報を得て特ダネを書いたため「カミソリ龍二」という（自身は望まない）あだ名がつけられた。二・二六事件の折には、事件関係者の誰かが大東京軍事務所の鈴木の机に「決起趣意書」を置いていき、それが鈴木の知人から官憲の手に渡ったため、鈴木は関係者と疑われて憲兵隊に一晩拘束されたという。
上記のように元々野球にはほとんど関心がなく、大東京軍の常務を引き受けてから勉強を始めたと回顧録に記している。中野晴行は『球団消滅 幻の優勝チーム・ロビンスと田村駒治郎』（筑摩書房、2000年）の中で「鈴木はもともと野球というスポーツを知らない。社会部記者時代は目の敵にさえしていた。（中略）その後、野球のことを一生懸命に勉強したが、それほど面白いスポーツだと思っているわけではない。」と記し、自分の意向に沿わせるように球界関係者の間で巧妙に立ち回る人物として描いている。一方、玉木正之は『プロ野球大辞典』（新潮文庫、1990年）に、1982年のシーズン開幕戦（後楽園球場の巨人対ヤクルト）の開会式に来賓として訪れた鈴木が、すっかり年老いて衰えた姿で現れて長い挨拶をぼそぼそとしゃべった後、背筋を伸ばして「プレイボール!」と叫んだ声が「じつに感動的」で、「この老人が野球というスポーツを愛していたことだけは十分に理解できた」と記している。
戦没した選手の顕彰にも尽力しており、鎮魂の碑の建設に協力者として名を連ね、その除幕式の際に嗚咽する姿が田村大五の『白球の視点』に記されている。

## 著書
- 『プロ野球・こんなこと（スポーツ新書 第4）』（ベースボール・マガジン社、1956年）
- 『鈴木龍二回顧録』（ベースボール・マガジン社、1980年）ISBN 4583019505
- 『鈴木龍二回顧録 続』（ベースボール・マガジン社、1983年）ISBN 4583023065
- 『プロ野球と共に五十年 私のプロ野球回顧録』（上・下）（恒文社、1984年） - 『鈴木龍二回顧録』の改訂再版。
  - 上巻…ISBN 4770405936
  - 下巻…ISBN 4770405944